# 能作
株式会社能作（のうさく）は、創業1916年（大正5年）、富山県高岡市に所在する鋳物メーカーである。創業当時は、仏具、茶道具、花器を製造していたが、近年では錫製のテーブルウェアや真鍮製のインテリア用品のほか、照明器具や医療機器を製造開発している。鋳物の製造を行っている他、同社が製造した能作ブランドの直営店を日本国内に14店舗、台湾・台北に1店舗展開している。また、公式オンラインショップも運営している。

## 概要
2003年、世界で初めて錫100%製のテーブルウェアを開発。曲がる『KAGO』シリーズは、能作の代表作である。これは開発段階で錫を完全に固めるのに難航していたところを、デザイナーから「曲がってしまうなら曲げて使えばいい」という案を出したことによる。この他、澄み切った音色が特長の真鍮製の風鈴（2004年に日本デザインコミッティーのコレクションに選定）なども生み出している。また、医療機器の開発製造も手掛け、錫製の『リング開創器』『へバーデン リング』『ブシャール リング』を開発した。

## 沿革
- 1916年 - 高岡市京町にて、青銅鋳物製の仏具の製造を開始する。
- 1967年 - 『有限会社ノーサク』を設立。
- 1977年 - 高岡市戸出栄町46-1に新工場が竣工移転。
- 2002年 - 『株式会社能作』と改組改称。
- 2003年 - 錫（純度100%）製の鋳物、主にテーブルウェアの製造を開始
- 2003年 - 『錫100%の新製品の開発』が、高岡産業文化振興基金奨励事業に認定される。
- 2004年 - 風鈴が日本デザインコミッティーのコレクションに選定
- 2008年 - 経済産業省 元気なモノ作り中小企業300社に認定
- 2008年 - ベルがニューヨーク近代美術館（MoMA）の販売品に認定
- 2011年 -「 第1回日本でいちばん大切にしたい会社」審査委員会特別賞受賞
- 2012年 - 日本鋳造工学会 第1回 Castings of the Year 賞受賞
- 2013年 - 「第5回ものづくり日本大賞」経済産業大臣賞受賞
- 2014年 - 医療機器製造業登録証を取得
- 2016年 - 代表取締役社長 能作克治が藍綬褒章を受章
- 2016年 - 「第1回三井ゴールデン匠賞」グランプリ受賞
- 2017年 - 現在地に本社・新工場が竣工移転。
- 2017年 - 本社工場が「第51回日本サインデザイン賞」大賞受賞
- 2017年 - 本社工場が「ミシュラン・グリーンガイド富山 WEB 版」に一つ星として掲載
- 2017年 - 『KAGO - スクエア - L』がニューヨーク近代美術館（MoMA）の販売品に認定
- 2017年 - 第三種医療機器製造販売業許可証を取得
- 2018年 - 本社工場が「JID（日本インテリアデザイナー協会）AWARD2018」大賞受賞
- 2018年 - 指の第一関節を固定する医療機器『へバーデン リング』発売
- 2019年 - 本社工場がグッドデザイン賞受賞
- 2019年 - 「第13回産業観光まちづくり大賞」経済産業大臣賞受賞
- 2019年 - 結婚10周年を祝う「錫婚式」事業開始
- 2020年 - 地域限定旅行業を取得
- 2020年 - 台湾 LOTAグループとの共同出資のもと、株式会社能作の100%子会社「能作貴稀金屬股份有限公司」設立
- 2021年 - 通信販売酒類小売業免許を取得
- 2021年 - 古物商許可を取得
- 2021年 - 指の第二関節を固定する医療機器『ブシャール リング』発売
- 2021年 - 『ヘバーデン リング』がグッドデザイン賞を受賞
- 2022年 - 台湾・台北にブランドコンセプトストア「能作台灣品牌概念店」をオープン

## 事業所
- 本社・工場 - 富山県高岡市オフィスパーク8-1
- 東京オフィス - 東京都千代田区丸の内1-1-1 パレスホテル東京 B1階

## 直営店
富山県内
- 本社FACTORY SHOP（高岡市）
- 富山大和店（富山市）

県外
- 大丸札幌店（北海道札幌市中央区、2022年9月14日オープン）[1]
- パレスホテル東京店（東京都千代田区）
- 日本橋三越店（東京都中央区）
- 松屋銀座店（東京都中央区）
- コレド室町テラス店（東京都中央区）
- 香林坊大和店（石川県金沢市）
- ジェイアール名古屋タカシマヤ店（愛知県名古屋市中村区）
- 阪急うめだ店（大阪府大阪市北区）
- 大丸心斎橋店（大阪府大阪市中央区）
- 大丸神戸店（兵庫県神戸市中央区）
- 福岡三越店（福岡県福岡市中央区）
- 博多阪急店（福岡県福岡市博多区）

台湾
- 能作台灣品牌概念店（台北市中山區）

## テレビ番組
- 日経スペシャル カンブリア宮殿 錫100%の技術力と魅惑のデザインで客を魅了 下請け鋳物工場が世界に羽ばたいた秘密!（2019年9月19日、テレビ東京）- 出演：能作 社長 能作克治[2]。

## 書籍

### 参考書籍
- 『富山を拠点に発信力の高いユニーク企業15社 129 - 140頁』（編:サクセスブック社）（2016年12月15日、ダイヤモンド社）ISBN 9784478100738
- 『社員15倍！見学者300倍！踊る町工場 伝統産業とひとをつなぐ「能作」の秘密』（著者:能作克治）（2019年10月10日、ダイヤモンド社）ISBN 9784478108093